# Albaniens U15-herrlandslag i fotboll
Albaniens U15-herrlandslag i fotboll är det nationella fotbollslaget för personer som är 15 år eller yngre och administreras av Federata Shqiptare e Futbollit.